# Manukan Kulon
Manukan Kulon is een bestuurslaag in het regentschap Soerabaja van de provincie Oost-Java, Indonesië. Manukan Kulon telt 34.213 inwoners (volkstelling 2010).